# Tratado de Iorque
O Tratado de Iork ou Tratado de York foi um acordo entre os reis Henrique III da Inglaterra e Alexandre II da Escócia, assinado em York em 25 de setembro de 1237, que afirmava que Northumberland (que na época também abrangia o Condado de Durham), Cumberland e Westmorland estavam sujeitos à soberania inglesa. Isso estabeleceu a fronteira anglo-escocesa de uma forma que permanece quase inalterada até os tempos modernos (as únicas modificações foram em relação às terras discutíveis e Berwick-upon-Tweed). O tratado detalhou o status futuro de várias propriedades feudais e abordou outras questões entre os dois reis, e marcou historicamente o fim das tentativas do Reino da Escócia de estender sua fronteira para o sul.
O tratado foi um de uma série de acordos feitos no relacionamento contínuo entre os dois reis. Otho de Tonengo (diplomata papal italiano e cardeal) já estava no Reino da Inglaterra a pedido de Henrique, para participar de um sínodo em Londres em novembro de 1237. Otho foi informado com antecedência por Henrique da reunião de setembro em York, da qual ele compareceu. Este encontro foi registrado pelo cronista contemporâneo Mateus de Paris, que menosprezou Alexandre e Otho.

## O acordo

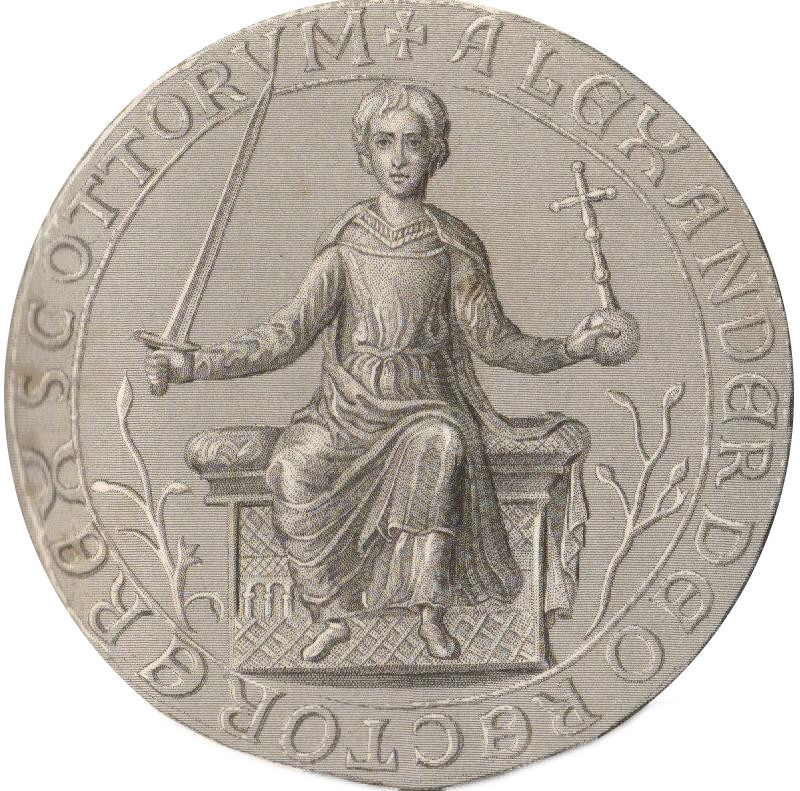
Gravura em aço e realce do Grande Selo de Alexandre II

Henry e Alexander tinham um histórico de fazer acordos para resolver um assunto ou outro, e relacionado a isso estava seu relacionamento pessoal. Alexandre era casado com a irmã de Henrique, Joan, e a irmã de Alexandre, Margaret, havia se casado com Hubert de Burgh, um ex- regente de Henrique. Em 13 de agosto de 1237, Henrique avisou Otho de que se encontraria com Alexandre em York para tratar de paz. Um acordo foi alcançado em 25 de setembro "respeitando todas as reivindicações, ou competente para, o último, até a próxima sexta-feira antes de Michaelmas 1237 DC".
O título do acordo é Scriptum cirographatum inter Henricum Regem Anglie e Alexandrum Regem Scocie de comitatu Northumbrie Cumbrie et Westmerland factum coram Ottone Legato e os detalhes do acordo são:
- O Rei da Escócia : renuncia ao Rei da Inglaterra seus direitos hereditários aos condados de Northumberland, Cumberland e Westmorland; desiste de 15 000 marcos de prata pagos pelo rei Guilherme ao rei João por certas convenções não observadas por este último; e liberta Henry de acordos relativos a casamentos entre Henry e Richard , e as irmãs de Alexander, Margaret, Isabella e Marjory.
- O rei da Inglaterra concede ao rei da Escócia certas terras dentro de Northumberland e Cumberland, a serem mantidas por ele e seus reis sucessores da Escócia em posse feudal com certos direitos isentando-os de obrigações comuns nas relações feudais, e com o administrador escocês sentado na Justiça em relação a certas questões que podem surgir, e estas, também, são hereditárias dos herdeiros do rei da Escócia, e em relação a estas, o rei da Escócia não responderá a um tribunal inglês em qualquer processo.
- O Rei da Escócia faz a sua homenagem e fidelidade - de praedictis terris.
- Ambos os reis respeitam os escritos anteriores que não estão em conflito com este acordo, e quaisquer cartas encontradas em relação aos referidos condados serão devolvidas ao Rei da Inglaterra.

Embora a fronteira entre a Escócia e a Inglaterra tenha sido definida oficialmente pela primeira vez e por mútuo acordo através do Tratado de York, os historiadores mostraram pouco interesse no acordo, seja mencionando-o de passagem ou ignorando-o por completo. Stubbs não o menciona em sua Constitutional History of England - História Constitucional da Inglaterra, nem Hume em sua History of England - História da Inglaterra. A Escócia celta de Skene refere-se a ele como um acordo em sua discussão de fundo para o reinado do sucessor de Alexandre II, Alexandre III, enquanto a History of Scotland - História da Escócia - de Burton menciona que reivindicações de terras foram discutidas em 1237 e descreve brevemente algumas delas, mas não faz referência a um acordo ou tratado. Dawn of the Constitution - Alvorada da Constituição - de James Hill Ramsay oferece uma discussão mais completa do acordo, mas não dá a ele qualquer destaque particular.

## O relato de Paris

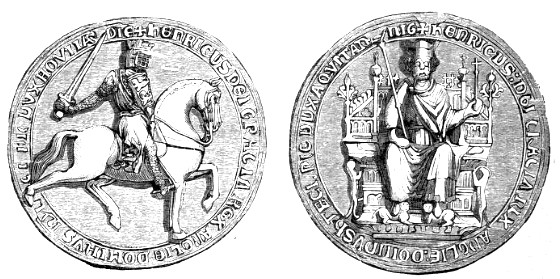
Gravura do grande selo de Henry

O tratado ganhou destaque adicional devido ao cronista Mateus de Paris (c. 1200–1259), que é conhecido por sua paixão retórica e suas invectivas contra aqueles de quem discordava. Paris descreve o legado papal Otho em termos negativos, como alguém que era fraco e tímido em face da força, mas arrogante no uso do poder sobre os outros, e como alguém que avariciosamente acumulou uma grande quantidade de dinheiro. Ele descreve Alexandre e Henrique como tendo um ódio mútuo em 1236, com Alexandre ameaçando invadir a Inglaterra. Ele descreve o encontro de 1237 em York como resultado do convite de Henrique e Otho a Alexandre, e que quando Otho expressou interesse em visitar a Escócia, Alexandre afirmou que nenhum legado jamais visitou a Escócia e ele não permitiria, e que se Otho entrasse Escócia, ele deve tomar cuidado para que o mal não lhe aconteça. Paris prossegue dizendo que em 1239, quando Otho estava partindo para a Escócia, que quando Alexandre se encontrou anteriormente com Otho em 1237, ele ficou tão animado em sua hostilidade com a possibilidade da visita de Otho à Escócia que um acordo escrito teve que ser redigido sobre a visita de Otho.